# 違国日記
『違国日記』（いこくにっき）は、ヤマシタトモコによる日本の漫画作品。『FEEL YOUNG』（祥伝社）にて、2017年7月号から、2023年7月号まで連載された。単行本全11巻。累計販売数は170万部を突破している。話数のカウントは「page」。
「マンガ大賞2019」第4位、「このマンガがすごい! 2019」オンナ編第4位を獲得。ダ・ヴィンチ（KADOKAWA）の「BOOK OF THE YEAR 2023」のコミックランキング1位となった。
人見知りな35歳の小説家の女性・高代槙生と、両親が亡くなり槙生に引き取られた15歳の姪・田汲朝。なかなか理解し合えない思いを抱えながらも、真っ直ぐに向き合い、次第にかけがえのない関係となっていく姿が描かれる。
2024年6月7日に実写映画版が公開された。また、テレビアニメ化も決定している。

## あらすじ
中学3年の冬、田汲朝は両親を突然の交通事故で失い、葬儀の場で彼女の両親の葬式の最中に、彼女が実里の実子ではないなどと無神経な話をする親族からたらい回しにされそうになっていた。その様子を見かねた叔母の高代槙生が朝を引き取ることになる。
朝はマンションで一人暮らしの少女小説家・槙生と暮らし始める。人見知りで不器用な槙生は朝とのいきなりの同居に戸惑うが、朝の方は槙生のことを大人だか子どもだか分からない「へんな人」だと思いながらも、槇生との新たな生活に溶け込んでいく。朝は、翌春に高校に入学。槙生との共同生活の中で、思春期を過ごしていく。

## 登場人物

### 主要人物
高代 槙生（こうだい まきお）
35歳。小説家の女性。「こうだい槙生」の名前で、少女小説やエッセイなどを執筆している。
姉夫婦が交通事故死し、遺児となった姪の田汲朝を勢いで引き取っている。人見知りで不器用。
田汲 朝 （たくみ あさ）
15歳。中学3年。交通事故で両親を亡くし、叔母の槙生のところに身を寄せる。
人懐っこく素直な性格。槙生からは時々子犬に例えられる。槙生の勧めで日記をつけ始める。

### 槙生と朝の関係者
高代 実里 （こうだい みのり）
故人。死亡時42歳。槙生の姉ではじめの内縁の妻。はじめとともに交通事故で亡くなる。
妹の槙生に対しては高圧的に接することが多かった。朝に日記を遺していた。
田汲 はじめ （たくみ はじめ）
故人。死亡時41歳。朝の父。実里とは学生時代ゼミが一緒で、その頃からの付き合いだった。口数が少ない人だった。
高代 京子（こうだい きょうこ）
槙生と実里の母で朝の祖母。朝をとても可愛がっているが、警察で実里夫婦の遺体の確認を拒否し朝にさせており、槙生はこのことを絶対に許せないと朝の前で言っている。
塔野 和成（とうの かずなり）
弁護士。後見監督人。朝の後見人である槙生を監督する役目を持ち、2人と関わりを持つようになる。
弁護士にしては口八丁ではなく、空気を読んだり気遣いすることも苦手。
だが、優しい性格で朝のことをよく考えてくれており、槙生からも信頼してお任せしますと言われている。

### 槙生の友人
醍醐 奈々（だいご なな）
35歳。槙生の学生時代からの友人。槇生が朝を引き取ったと聞いて、すぐに様子を見にやってくる。
笠町 信吾（かさまち しんご）
槙生の友人で元彼。別れた後も槙生には好意を寄せており、月日を経て槙生と「新しい関係」を結んでいく。
朝からは、槙生となぜ別れたかなど直球で聞かれてしまい、焦りながら自分が悪かったと答える。
コトコ
槙生の学生時代からの友人。35歳。
もつ
槙生の学生時代からの友人。35歳。夫の浮気が原因で、最近離婚したばかり。
槇生に朝との付き合い方についてアドバイスしている。
樹乃 イツキ（じゅの イツキ）
槙生の友人の小説家。

### 朝の友人・関係者
楢 えみり（なら えみり）
朝の同級生で親友。小学校から一緒。中学校の卒業時に一時関係が悪化するが、同じ高校に進学し元通りの関係になっている。
楢 美知子（なら みちこ）
えみりの母。47歳。槙生と仲良くなっていく。
森本 千世（もりもと ちよ）
朝の同級生で秀才。両親とも医者。入学者総代となっている。
第2志望の医大を受験した際は、女子だけ減点される不正入試で不合格になってしまうが、医大受験は続ける。
しょうこ
えみりの同性の恋人。同じ塾に通っている。
玉城 (たましろ)
えみりのクラスメイト。クラス内では「勝ち組グループ」の一員。
女子たちからも羨ましがられる美人だが、中学時代はいじめられていた。
三森（みもり）
朝と同じ軽音楽部の女子。軽音は高校まででやめるから今のうちに精一杯やると言っている。
森（もり）
朝のクラスメイト。黒人で長身。朝と初対面の時、部活のことなど話し込んでいる。

## 書誌情報
- ヤマシタトモコ『違国日記』 祥伝社 〈フィールコミックス swing〉、全11巻
  1. 2017年11月8日発売[祥 1]、ISBN 978-4-396-76717-4
  2. 2018年5月8日発売[祥 2]、ISBN 978-4-396-76733-4
  3. 2018年11月8日発売[祥 3]、ISBN 978-4-396-76749-5
  4. 2019年4月27日発売[祥 4]、ISBN 978-4-396-76764-8
  5. 2019年12月7日発売[祥 5]、ISBN 978-4-39-676775-4
  6. 2020年8月6日発売[祥 6]、ISBN 978-4-396-76800-3
  7. 2021年2月8日発売[祥 7]、ISBN 978-4-396-76816-4
  8. 2021年10月8日発売[祥 8]、ISBN 978-4-396-76842-3
  9. 2022年4月25日発売[祥 9]、ISBN 978-4-396-76855-3
  10. 2023年2月8日発売[祥 10]、ISBN 978-4-396-76876-8
  11. 2023年8月8日発売[祥 11][36]、ISBN 978-4-396-76893-5

## 実写映画
2024年6月7日に公開された。監督は瀬田なつき、主演は新垣結衣と早瀬憩。早瀬憩はオーディションで選ばれた新人。

### キャスト

#### 主要人物（実写映画）
高代槙生（こうだい まきお）〈35〉
演 - 新垣結衣
極度の人見知りで不器用な小説家。姪の朝が両親を亡くし、親族からたらい回しにされようとするのを見かねて引き取る。
田汲朝（たくみ あさ）〈15〉
演 - 早瀬憩
槙生の姪。交通事故で両親を亡くして槙生に引き取られ、同居生活を送ることになる。

#### 槙生と朝の関係者（実写映画）
高代実里（こうだい みのり）
演 - 中村優子
槙生の姉。朝の母親。パーキングエリアで停車中、トラックに追突され亡くなる。
槙生に対しては高圧的に接することが多かった。朝に自身の思いを綴った日記を遺している。
田汲はじめ（たくみ はじめ）
演 - 大塚ヒロタ
朝の父親。実里の内縁の夫。実里とともに事故で亡くなる。
高代京子（こうだい きょうこ）
演 - 銀粉蝶
槙生の母。朝の祖母。
塔野和成（とうの かずなり）
演 - 染谷将太
弁護士。後見監督人として槙生と朝の生活を見守る。
楢美知子（なら みちこ）
演 - 吉本菜穂子
えみりの母。朝や槙生のことを何かと気にかけてくれる。
親戚
演 - 徳橋みのり、小松留美、足立誠、山村崇子、高橋義和
朝の両親の葬儀に参列した親戚。

#### 槙生の関係者
醍醐奈々（だいご なな）
演 - 夏帆
槙生の中学からの親友。朝からも慕われており、槙生と朝が打ち解けるきっかけを作っている。
笠町信吾（かさまち しんご）
演 - 瀬戸康史
槙生の元恋人で現在は親しい友人となっている。

#### 朝の関係者（学校）
楢えみり（なら えみり）
演 - 小宮山莉渚
朝の親友。朝にだけ同性の交際相手がいることを打ち明けている。
森本千世（もりもと ちよ）
演 - 伊礼姫奈
朝のクラスメイト。新入生総代で成績は学年トップ。
海外メディカルプログラムで留学を希望するが、女子という理由で選考から外される。
中野
演 - エマ・グレイス
朝のクラスメイト。部活のことなど話し込む。
吉村
演 - 望月春希
朝のクラスメイト。中学から引き続いて朝と同じクラス。
飛鳥
演 - 金田静奈
朝のクラスメイト。
神田
演 - 栗本有規
朝のクラスメイト。
坂本
演 - 酒井大地
朝のクラスメイト。森本が担任に抗議して教室から飛び出すのを見て思わず「カッコいい!」と言ってしまう。
キーナ
演 - 喜納唯
朝のクラスメイト。
高校の担任
演 - 川島潤哉
海外メディカルプログラムの選考が成績にかかわらず男子指定となったため、森本から猛抗議を受けている。
中学の担任
演 - 立蔵葉子
朝の両親の事故をクラスの児童に連絡し、朝から激高される。
阿部
演 - 前田あおい
中学生時代の同級生。
北島
演 - 竹下優名
中学生時代の同級生。
朝のクラスメイト
演 - 南龍和、上坂隼人、上坂悠斗、竹下優名、神林泰成

#### 高校軽音部
三森（みもり）
演 - 滝澤エリカ
朝のクラスメイト。軽音部に所属。ギター&ボーカル担当。
石田部長
演 - 小林櫂人
軽音部部長。ベース担当。ミニライブのボーカル希望者がいないか部員に聞く。
吉木先輩
演 - 松崎未夢
軽音部の先輩。ドラム担当。
後藤
演 - 増井湖々
軽音部員。
峯田
演 - 溝口元太
軽音部員。

#### その他
えみりの交際相手
演 - 花岡すみれ
えみりの同性の交際相手。えみりと同じ塾に通っている。
えみりの友人
演 - 中山碧瞳
隣人
演 - 原扶貴子
朝が両親と暮らしていたマンションの隣人。間違えて帰ってきた朝に声をかける。

### スタッフ
- 原作 - ヤマシタトモコ『違国日記』（祥伝社FEEL COMICS）[51]
- 監督・脚本・編集 - 瀬田なつき[51]
- 音楽 - 高木正勝
- インスパイアソング - 十明「夜明けのあなたへ」（EMI Records）[52]
- 劇中歌 -「あさのうた」（作詞・作曲:橋本絵莉子）[8]
- 製作 - 太田和宏、小山洋平、桑原佳子、奥村景二[53]
- プロデューサー - 西ヶ谷寿一、西宮由貴[53]
- 共同プロデューサー - 西田佑子[53]
- ラインプロデューサー - 飯塚信弘、深津智男[53]
- 企画 - 橋本匠子[53]
- 撮影 - 四宮秀俊[53]
- 照明 -永田ひでのり[53]
- 美術 - 安宅紀史、田中直純[53]
- 録音 - 髙田伸也[53]
- 衣装 - 纐纈春樹[53]
- ヘアメイク - 新井はるか[53]
- 音楽プロデューサー - 北原京子[53]
- 音響効果 - 岡瀬晶彦
- 助監督 - 久保朝洋[53]
- 制作担当 - 桑原学[53]
- 助成 - 文化庁文化芸術振興費補助金（映画創造活動支援事業）独立行政法人日本芸術文化振興会[51]
- 制作プロダクション - ジャンゴフィルム
- 配給 - 東京テアトル、ショウゲート[51]
- 企画・制作 - 東京テアトル
- 製作 -「違国日記」製作委員会（東京テアトル、博報堂DYミュージック&ピクチャーズ、VAP、日本出版販売）[51]

## テレビアニメ
2024年5月に制作が発表された。

### スタッフ
- 原作 - ヤマシタトモコ[9]
- 監督 - 大城美幸[9]
- 構成・脚本 - 喜安浩平[9]
- キャラクターデザイン - 羽山賢二[9]
- 音楽 - 牛尾憲輔[9]
- アニメーション制作 - 朱夏[9]